# Yelena Belova
Yelena Belova (in russo Елена Белова?), la terza Vedova Nera (Black Widow; in russo Чёрная вдова?, čërnaja vdova), è un personaggio dei fumetti statunitensi pubblicati dalla Marvel Comics. Creato da Devin K. Grayson e J. G. Jones,  la sua prima apparizione avviene in Inhumans (vol. 2) n. 5 (marzo 1999).
Amorale ex-spia GRU ed assassina senza scrupoli, Yelena Belova è stata addestrata nel periodo post sovietico nella Stanza Rossa allo scopo di rimpiazzare la traditrice Natasha Romanoff in qualità di terza Vedova Nera.

## Storia editoriale
Esordita nel marzo 1999 su Inhumans n. 5, ad opera di Paul Jenkins e Jae Lee, il personaggio è stato in realtà concepito da Devin K. Grayson e J. G. Jones che successivamente ne fanno la deuteragonista, assieme a Natasha Romanoff, della loro miniserie in tre numeri Black Widow (giugno-agosto 1999), cui fa seguito una seconda miniserie, Black Widow: Breakdown, pubblicata tra gennaio e marzo 2001 sempre per la durata di tre numeri. Greg Rucka e Igor Kordej esplorano poi le origini del personaggio in Black Widow: Pale Little Spider (giugno-agosto 2002), miniserie edita dalla linea Marvel MAX ed indirizzata ad un pubblico adulto.

## Biografia del personaggio

### Origini
Nata a Mosca, Russia, Yelena Belova viene reclutata dal GRU all'età di quindici anni per rimpiazzare nel ruolo di "Vedova Nera" la defezionista Natasha Romanoff, rifugiatasi negli Stati Uniti e divenuta una supereroina. Addestrata nella Stanza Rossa sotto la guida dell'ufficiale Pyotr Vasilievich Starkovsky, che divenne per lei un mentore e una figura paterna, Yelena è la prima cadetta nella storia della struttura che riesce ad eguagliare i risultati della Romanoff sviluppando, nonostante ciò, un forte senso di inadeguatezza nei confronti della predecessora che la porta a rifiutare la candidatura; quando però Starkovsky viene trovato morto in un night club a luci rosse dove pare pagasse una prostituta per impersonare Yelena, la ragazza rintraccia ed elimina la colpevole vendicando il suo mentore e divenendo ufficialmente la Vedova Nera, ignorando che l'omicidio fosse stato in realtà commissionato dai suoi superiori proprio a tale scopo.

### Vedova Nera
Patriottica e ansiosa di dimostrare, soprattutto a sé stessa, di essere superiore a Natasha Romanoff, verso cui prova un grande rancore e che ritiene una traditrice della madrepatria, Yelena l'affronta venendo però ripetutamente sconfitta e sottoposta a una serie di torture fisiche e psicologiche volte a insegnarle cosa voglia dire veramente essere la "Vedova Nera"; esperienza a seguito della quale Yelena lascia lo spionaggio e si ritira a Cuba trovando lavoro come modella.
Tempo dopo viene ingaggiata dallo S.H.I.E.L.D. per una missione nella Terra Selvaggia, dove ordina di aprire il fuoco su Capitan America e i Nuovi Vendicatori mentre questi combattono il mutante Sauron che, nella fuga, la ustiona gravemente.
Ricoverata in ospedale in condizioni gravissime, Yelena viene contattata da alcuni scienziati dell'Hydra, che le propongono di modificarla geneticamente dandole i poteri del Super-Adattoide affinché si recasse a New York per vendicarsi dei Nuovi Vendicatori ma, dopo una cruenta battaglia, viene sconfitta da Sentry e, tramite un comando a distanza, i suoi creatori decidono di "terminarla", facendola esplodere.

### Dark Reign e Thunderbolts
Nel corso del regno oscuro di Norman Osborn, Yelena Belova viene ritrovata da quest'ultimo, in stasi ed in perfette condizioni fisiche, all'interno di un vecchio deposito S.H.I.E.L.D., cosa che gli permette di scoprire l'inganno di Natasha Romanoff quando, sotto le mentite spoglie di "Yelena Belova", si infiltra nei Thunderbolts per conto di Nick Fury.
Risvegliata dalla stasi in seguito alla caduta di Osborn, Yelena diviene parte del consiglio direttivo dell'A.I.M., assieme a Andrew Forson, Jude l'Uomo Entropico, Mentallo, Superia e Taskmaster, stabilendosi nello stato canaglia di Bagalia.

## Poteri e abilità
Yelena Belova ha ricevuto lo stesso addestramento di Natasha Romanoff, divenendo a sua volta una vera e propria arma vivente, esperta nel combattimento corpo a corpo, nell'uso delle armi bianche e da fuoco, nonché una superba stratega finemente addestrata in tattica militare, esplosivi e manovre di volo; dotata di un elevato quoziente intellettivo, Yelena è inoltre una grande esperta di spionaggio nonché un'atleta, ginnasta, acrobata, contorsionista e trapezista di livello olimpico con straordinarie capacità coordinative.
Il suo equipaggiamento è costituito da una tuta nera aderente anti proiettili ed un paio di bracciali metallici contenenti un imprecisato quantitativo di gadgets, esplosivi plastici, un radiotrasmettitore, un rampino estensibile ed un emettitore di energia elettrica.

## Altri media

### Marvel Cinematic Universe

Yelena Belova interpretata da Florence Pugh in Black Widow (2021)

Yelena Belova compare all'interno del Marvel Cinematic Universe (MCU), interpretata da Florence Pugh e doppiata da Lucrezia Marricchi.
- Yelena Belova compare per la prima volta nel film Black Widow (2021). Yelena è quasi una sorella per Natasha Romanoff e fin da bambine vennero adottate da Alexei Shostakov e Melina Vostokoff per fingersi una normale famiglia mentre i due agenti erano in missione per rubare dei dati da un centro di ricerca, per poi venire affidate al capo della Stanza Rossa, il generale Dreykov, affinché venissero addestrate. Anni dopo, Yelena si libera casualmente dalla sottomissione chimica delle Vedove grazie a un gas sintetico e, riunitasi con la sorella e con i genitori adottivi (che lei stessa dichiara di considerare come una vera famiglia), intraprende un viaggio per fermare Dreykov e il suo esercito di Vedove. Ucciso il malvagio generale, la ragazza inizia a girare il mondo alla ricerca delle altre Vedove per poterle liberare. Due anni dopo la sua missione con la sorella, Yelena è tra le vittime dello schiocco di Thanos e, tornata in vita cinque anni dopo, viene a sapere della morte di Natasha e viene incaricata dalla contessa Valentina Allegra de la Fontaine di uccidere Clint Barton, additato come il responsabile della morte della sorella.
- Yelena compare come una degli antagonisti e antieroina nella miniserie televisiva Hawkeye (2021), dove è a caccia di Occhio di Falco per il suo ruolo nella morte di Natasha, cosa che la porta a scontrarsi ripetutamente con Barton e con Kate Bishop. Alla fine della missione, decide emotivamente di risparmiare la vita di Barton dopo aver finalmente appreso le reali tragiche circostanze della morte di Natasha.
- Yelena compare come protagonista nel film Thunderbolts* (2025), ed entra a far parte della squadra di antieroi (insieme al Soldato d'Inverno, il Guardiano Rosso, U.S. Agent e Ghost).
- Yelena ricomparirà anche nella quinta serie animata dell'MCU Marvel Zombies (2025).
- Yelena ricomparirà nuovamente nel film Avengers: Doomsday (2026).

### Televisione
- Yelena Belova (doppiata in originale da Julie Nathanson[17] e in italiano da Monica Vulcano) viene introdotta nell'episodio Due vedove (Seeing Double) appartenente alla terza stagione della serie animata Avengers Assemble come Vedova Nera e spietata assassina al servizio dell'Hydra, dopo che la struttura della Stanza Rossa viene riattivata dal Barone Strucker (che aiuta a rapire Hulk per trasformarlo in Winter Hulk, una fusione fra il gigante di giada ed  Soldato d'Inverno). Nella quarta stagione il personaggio viene indicato con il nuovo nome in codice di Vedova Cremisi (Crimson Widow).[18]

### Videogiochi
- Yelena Belova appare come skin della Vedova Nera in Marvel: La Grande Alleanza.
- Yelena Belova appare in The Punisher: No Mercy come membro di una squadra dello S.H.I.E.L.D. incaricata di catturare il Punitore.
- Yelena Belova appare come personaggio giocabile in Marvel Super Hero Squad Online.
- Yelena Belova appare in Marvel: Avengers Alliance come membro degli Oscuri Vendicatori.
- Yelena Belova appare come personaggio giocabile in Marvel Puzzle Quest.
- Yelena Belova appare come skin della Vedova Nera in Marvel Heroes.
- Yelena Belova appare come personaggio giocabile in Marvel Future Fight.